# Fidji aux Jeux olympiques d'été de 2000
Les Fidji participent aux Jeux olympiques d'été de 2000 à Sydney. Leur délégation est composée de 7 athlètes répartis dans 5 sports et leur porte-drapeau est Tony Philp. Au terme des Olympiades, la nation n'est pas à proprement classée puisqu'elle ne remporte aucune médaille. 

## Nombre d'athlètes qualifiés par sport
Voici la liste des qualifiés et sélectionnés Fidjiens par sport (remplaçants compris) :
| Sport      | Hommes | Femmes | Total |
| ---------- | ------ | ------ | ----- |
| Athlétisme | 1      | 0      | 1     |

## Liste des médaillés fidjiens
Aucun athlète fidjien ne remporte de médaille durant ces JO.

## Athlétisme

### Hommes
| Athlète                 | Épreuve | Séries        | Séries | Quarts de finale | Quarts de finale | Demi-finales | Demi-finales | Finale  | Finale  |
| Athlète                 | Épreuve | Temps         | Rang   | Temps            | Rang             | Temps        | Rang         | Temps   | Rang    |
| ----------------------- | ------- | ------------- | ------ | ---------------- | ---------------- | ------------ | ------------ | ------- | ------- |
| Isireli Naikelekelevesi | 800 m   | 1 min 49 s 61 | 7e     | Eliminé          | Eliminé          | Eliminé      | Eliminé      | Eliminé | Eliminé |